# Shibani Khan
Shibani Khan, o Šībān, o Shiban (... – 1266), è stato un sovrano e condottiero mongolo.

## Storia

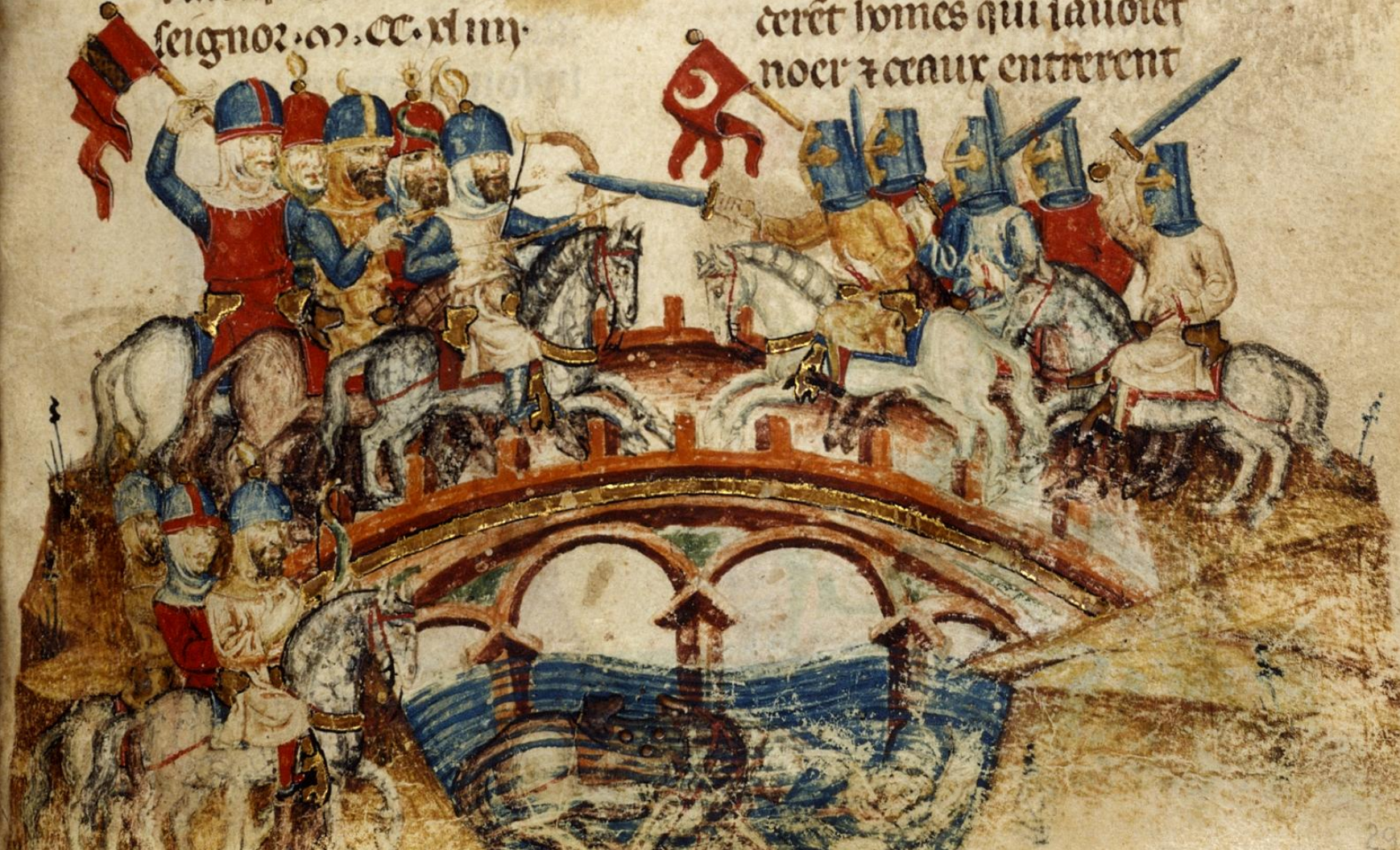
Battaglia di Mohi, alla quale partecipò Shibani Khan

È stato il Khan della Siberia dal 1226 al 1266. La sua area d'influenza era contigua a quella dell'Orda Bianca a sud e dell'Orda Blu a ovest, delle quali condivise le sorti nell'Orda d'Oro.
Fu il capostipite della dinastia degli Shaybanidi, sovrani dell'Uzbekistan.

## Ascendenze
Fu il 5º figlio di Joči Khan, erede diretto di Gengis Khan e Börte.

## Discendenza
Ebbe almeno 2 figli, di cui è noto il nome del secondo, Bahadur Khan.